# サンスポGoGoクイーン
サンスポGoGoクイーン（サンスポゴーゴークイーン）は、サンケイスポーツが主催するアイドルオーディションである。
本項では、このオーディションのグランプリ受賞者に副賞として出演権が贈られるニッポン放送のラジオ特別番組「サンスポGoGoクイーンRADIO」（サンスポゴーゴークイーンレディオ）についても説明。

## 概要
このオーディションは、2018年にサンケイスポーツが東京発刊55年を迎えたのにあたり、それを記念して将来のグラビア業界を担う新人を発掘するという大義の元にスタートしたものである。
出場資格は、グラビアアイドル業に意欲的な他、スポーツやギャンブル（公営競技）に興味や関心があってこれを特技にしたいなどのモチベーションが高い女性。資格年齢は18歳以上としている。芸能事務所所属者か、フリーで活動する者か、未所属者かなど芸歴は不問。
グランプリ受賞者は1年間、産経新聞グループ全面バックアップの元、サンケイスポーツの顔として各種スポーツ、競馬など公営ギャンブル、釣りなどの各コンテンツのPR、コラボレーションなどで活動する。そして副賞として、ニッポン放送で年末または年始に放送される特別番組『サンスポGoGoクイーンRadio』の出演権が授与される。第1回（2018年）の時は、この他に大磯プリンスホテル内の高級スパ「THERMAL SPA S.WAVE」に家族または友人とのペアでの招待権が授与された。
芸能プロダクションのリップが企画運営（リップ所属のタレントたちも予選出場者の撮影会にゲスト出演）。後援は産経新聞、夕刊フジ、フジサンケイビジネスアイ、産経デジタル、フジテレビ、ニッポン放送、文化放送、サンケイリビング新聞 他。オーディションの進行状況は、サンケイスポーツ紙上において随時報告された。

### グランプリ発表までの道のり
2月または3月から募集を開始。書類選考と面接を経て、予選参加者50人前後を決定。
7月1日前後から行われる予選からファン参加型となり、予選は西武園ゆうえんちプールで予選出場者が水着で集まり行われる撮影会に始まり、ここでは一般の参加者による投票、ツーショットチェキの回数で競われる。その後、予選出場者がストリーミングサービス「マシェバラ」のフリー配信に登場、推したい出場者の映像を視聴したファンから贈られるポイントで点数を競う。第2回からはMixChannelでも行われるようになった。
本選は予選と同じくマシェバラのフリー配信とスタジオ配信によるポイント競争、そして数日間にわたって行われるファン参加のスタジオ撮影会で、来場者の投票、ツーショットチェキ撮影の回数で競われ、準決勝進出者を決定。
準決勝は9月の大磯ロングビーチでの撮影会からスタート、本選と同じく撮影会の来場者投票とツーショットチェキ撮影の回数、マシェバラでのフリー配信とスタジオ配信、コミュニティーアプリ「ファニコン」でのポイントの合計で争い、さらに主催者面接を経てファイナリストが決定。11月にグランプリ及び各賞受賞者が決定する。

## 歴代受賞者

### 第1回：2018年
グランプリ：高崎かなみ、大貫彩香、真島なおみ
準グランプリ：河路由希子
審査員特別賞：薄井しお里
その他のファイナル（グランプリ発表イベント）進出者：吉田実紀、松原怜香、橘まりや、四葉ももか、平林あずみ、来栖有紀
（※最初、進出は10名の予定だったが、10位と11位が僅差だったこともあって、主催者面接の結果を吟味した上で11名とした。）

### 第2回：2019年
グランプリ：西永彩奈、中﨑絵梨奈 
準グランプリ：8°25（ぱつこ）
審査員特別賞：竹川由華
ベストスマイル賞：水咲優美
ピュアグラマー賞：未梨一花
その他のファイナル進出者：水原乙、小森ほたる、Azully、宮本なる

### 第3回：2022年
グランプリ：稲岡志織、凛咲子 
準グランプリ：高槻実穂
審査員特別賞：植原ゆきな
その他のファイナル進出者：木更かのん、咲菜月、佐々木ちょこ、塩江ゆう、円ら瞳、ななせあらた

### 第4回：2023年
グランプリ：永瀬ひな、水沢まい、仲根なのか
審査員特別賞：鳥井玲、須能咲良、福永まや

## 準決勝進出者

### 2018年
※2018年は以下の25名で「ファイナリスト」であるが、便宜上こちらで掲載。
| - 三日月焔 - 七尾カンナ - 文月詩織 - 松原怜香 - 吉田実紀 | - 宮野朱理 - 朝日南綾香 - 可愛ゆりあ - 池森美釉 - 蓬田結梨杏 | - 薄井しお里 - 三井瞳 - 橘まりや - 犬まゆみ - 大貫彩香 | - 川瀬杏南 - 河路由希子 - 合田柚奈 - 四葉ももか - 平林あずみ | - 来栖有紀 - 藤堂さやか - 高崎かなみ - 岡英里 - 真島なおみ |

### 2019年
※順位は本選での結果（10位まで公表）
| - 西永彩奈（1位） - 水原乙（2位） - 8°25（ぱつこ）（3位） - 中﨑絵梨奈 <（4位） - Azully（5位） | - 小森ほたる（6位） - 竹川由華（7位） - 宮本なる（8位） - 未梨一花（9位） - 水咲優美（10位） | - 桜井ゆき - 小鳥遊まゆう - 立川愛梨 - 長倉唯 - ねむいりさ | - 宝生まりな - 舞波ゆうり - 三井瞳 - 麦酒里栄 | - YUKIA - 吉沢真穂 - 渡辺果歩 - 渡邉まり恵 |

### 2022年
※この年のセミファイナリストには、サンスポオンライン賞オーディション上位5人がシードとして参加。本選の順位は5位まで公表。
| - 木更かのん（本選同率1位） - 塩江ゆう（本選同率1位） - 円ら瞳（本選同率1位） - 白岩由菜（本選4位） - 植原ゆきな（本選5位） | - 一宮あい - 朝日奈心 - 加藤真帆（JUST☆WAY） - かんな（JUST☆WAY） - 小日向奏音 | - 麻倉華 - 佐々木ちょこ - 鈴木ことね - 桜木まつり - あさこ | 以下シード出場者 - 凛咲子 - 咲菜月 - 稲岡志織 - 高槻実穂 - ななせあらた |

### 2023年
本選突破者という呼称が使用される。
- 水沢まい（1位通過）
- 仲根なのか（2過通過）
- 永瀬ひな
- 真宮みれい
- 鳥井玲
- 甘野ゆま
- 新井花菜
- 佐伯菜々美
- 須能咲良
- 月城涼香
- 林凛
- 福永まや
- 森川泉
- 八嶋瑞季
- 山内優里
- 吉田リサ

## サンスポGoGoクイーンRADIO
サンスポGoGoクイーンRADIO（サンスポゴーゴークイーンレディオ）は、サンスポGoGoクイーンがスタートした2018年から年末及び年始に放送されているニッポン放送のラジオ特別番組である。

### 概要
サンスポGoGoクイーンのグランプリ受賞者に副賞としてこの番組の出演権が贈られている。
この番組は事前収録で放送。ラジオではあるが、グランプリ受賞のアイドルたちは水着（ビキニ）姿での出演もあり、ウォーキングやポージング、パフォーマンスをアナウンサーの松本秀夫が実況する「水着実況」が行われている。
出演者によるトークのほか、グランプリ受賞者はサンケイスポーツで野球などの各種スポーツや釣りなどコンテンツのPRやコラボレーションなどで活動することから、自己PR権を賭けて、野球や釣りなどに関する知識を問うクイズのコーナーが設けられている。

### 放送時間
- 第1回：2018年12月31日 13:00 - 14:00
  - （「ニッポン放送イヤーエンドスペシャル」として放送）
- 第2回：2020年1月3日 14:00 - 15:00
- 第3回：2023年1月2日 2:00 - 3:00[29][30]
- 第4回：2023年12月29日[31] 21:00 - 21:30[32]

### 出演者
- 高崎かなみ（第1回）
- 大貫彩香（第1回）
- 真島なおみ（第1回）
- 西永彩奈（第2回）
- 中﨑絵梨奈（第2回）
- 稲岡志織（第3回）
- 凛咲子（第3回）
- 永瀬ひな、水沢まい、仲根なのか（第4回）[19]
- 松本秀夫（第1回、第2回、第3回、第4回）